# Чатыр-Даг

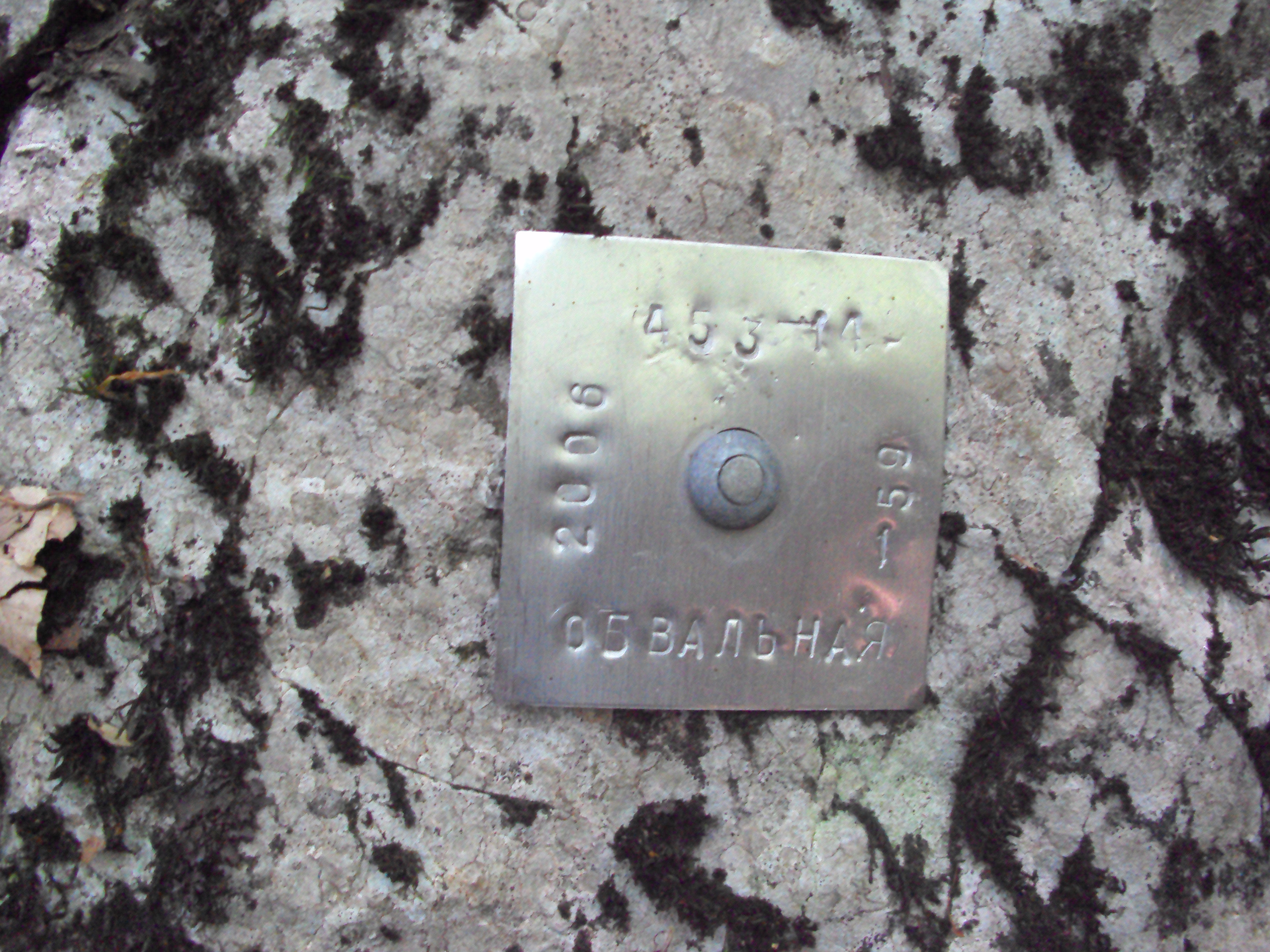
Вход в пещеру Обвальная на горном массиве Чатыр-Даг

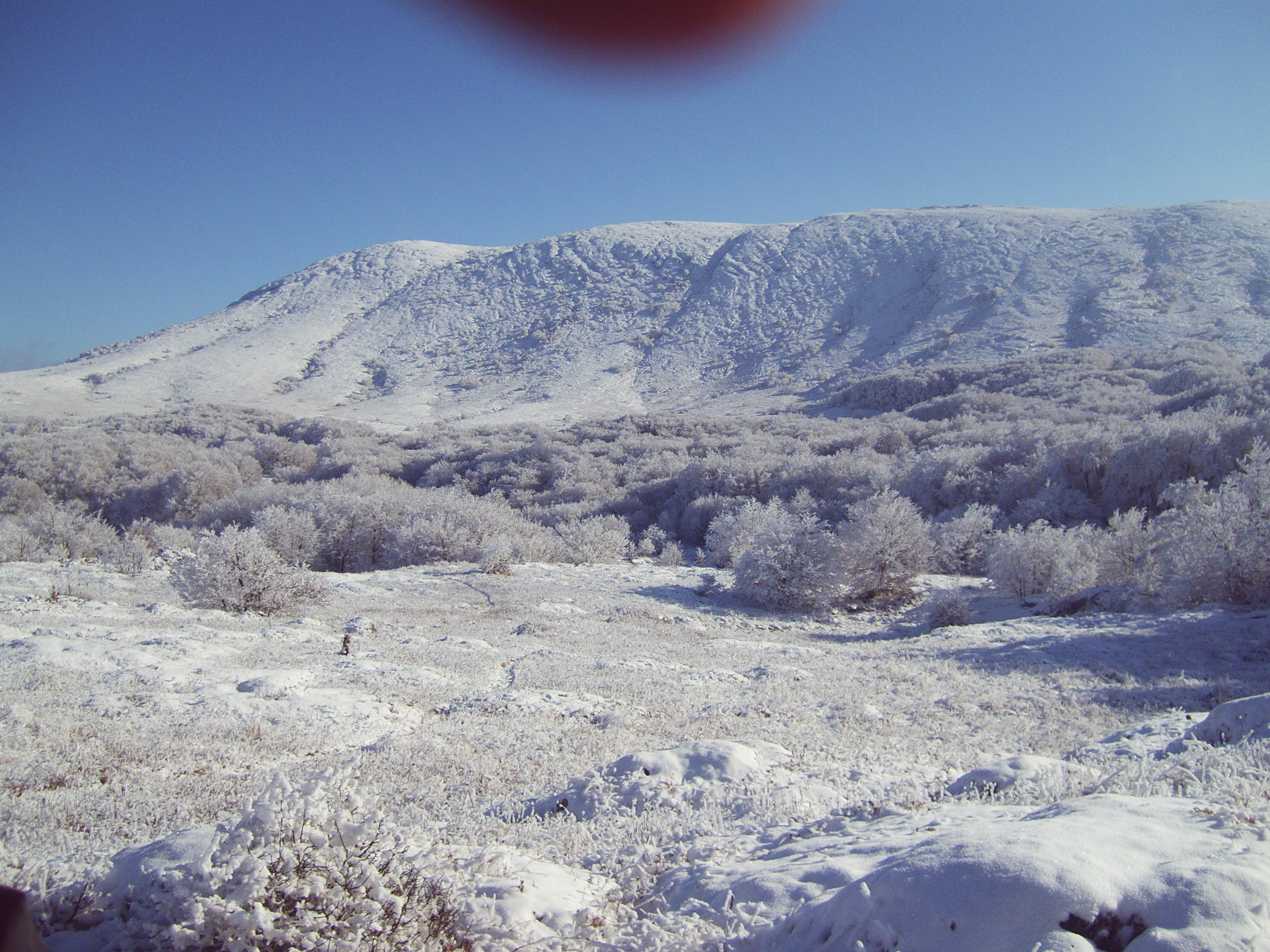
Вид на верхнее плато Чатыр-Дага с нижнего

Чатыр-Да́г (укр. Чатир-Даг, крымскотат. Çatır Dağ, Чатыр Дагъ) — горный массив (яйла), расположенный в южной части Крымского полуострова, в 10 км от моря, пятый по высоте в Крыму. Чатыр-Даг отождествляется с упоминаемой у Страбона горой Трапезунт (от др.-греч. Τραπεζοῦς ὄρος — «Стольная/столовая гора»).
Принадлежит к Главной гряде Крымских гор. Ранее не был так отдалён от основной гряды, выделился в результате эрозии от Бабугана реками Улу-Узень и Альма, от Демерджи и Долгоруковской яйлы рекой Ангара. Состоит из нижнего и верхнего плато (яйлы). На верхнем плато расположены две вершины: восточная — Ангар-Бурун (1453 м) и западная — Эклизи-Бурун (1527 м). Длина плоскогорья с севера на юг — 10 километров, ширина с запада на восток — около 4 километров.

## Геология
Массив представляет собой классический карстовый район: имеется более 200 пещер, шахт, полостей. Занимает первое место среди других яйл по плотности расположения карстовых воронок, которых здесь более 1 000. По составу горных пород он делится на два структурных этажа. Верхний сложен известняками, образовавшимися из отложений тёплых морей верхнего юрского периода, и подстилающими их красно-бурыми конгломератами. Мощность этих известняков достигает 1000 метров. Конгломераты в свою очередь лежат на водоупорной толще нижнего этажа — отложениях верхнетриасового и нижнеюрского возраста. Она известна под именем таврической серии и состоит из ритмично чередующихся зеленоватых и чёрных аргиллитов, алевролитов и песчаников. Эти породы довольно широко распространены по всему южному и юго-западному побережью Крыма.
Люди жили на Чатыр-Даге ещё в эпоху неолита. К тому времени относится стоянка на Барсучьей поляне. В гротах Чатыр-Дага жили скотоводы, охотники (V в до н. э.)

## Достопримечательности
Как верхнее, так и нижнее плато Чатыр-Дага являются популярными туристическими объектами благодаря довольно лёгкой достижимости с Ангарского перевала. Нижнее плато изобилует пещерами, из которых оборудованы и являются популярными экскурсионными объектами следующие: Мраморная, Эмине-Баир-Хосар и Эмине-Баир-Коба. Кроме того, на нижнем плато располагаются известные «дикие» пещеры Суук-Коба и Бин-Баш-Коба.

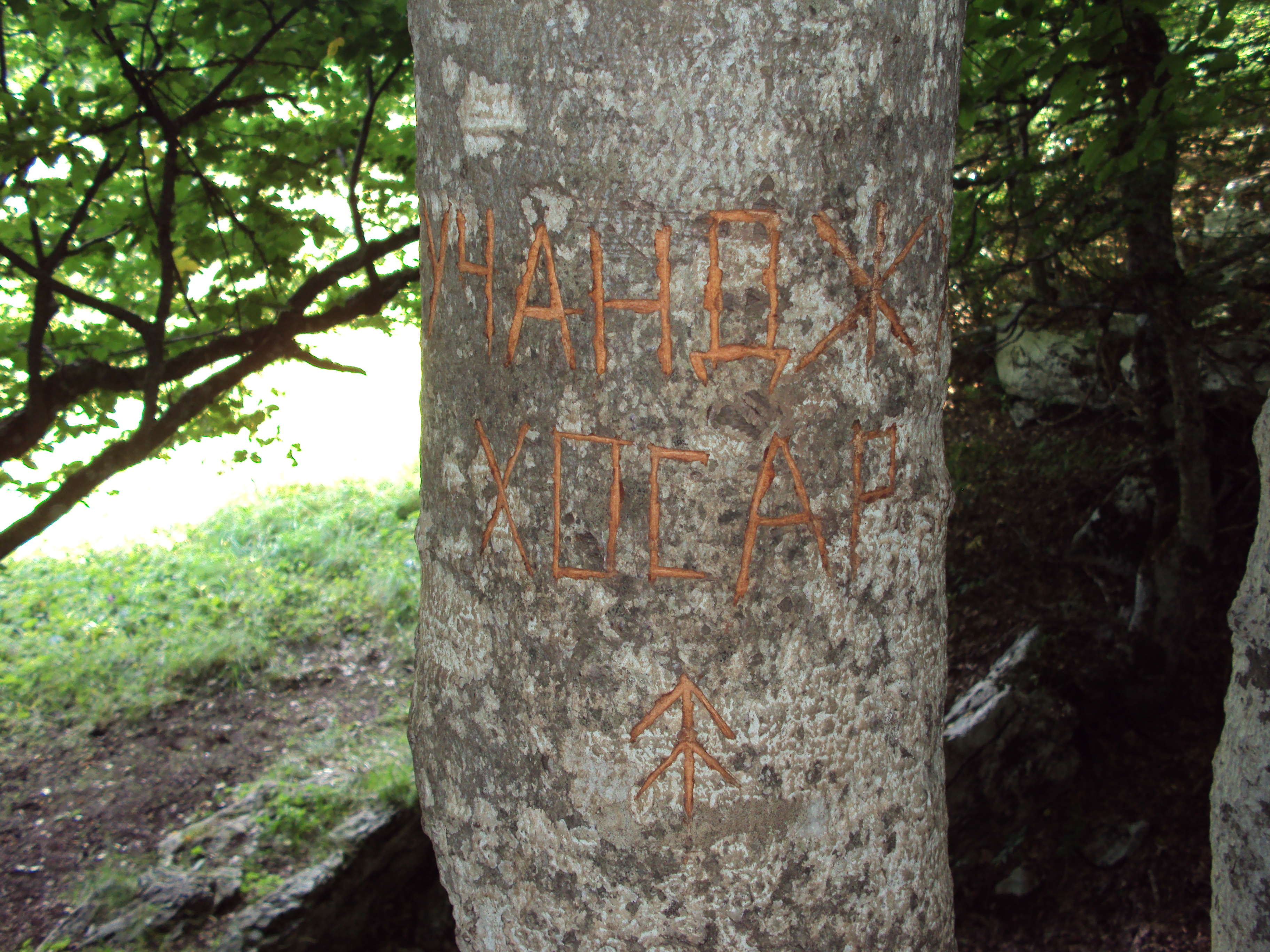
Вход в пещеру Елочка на плато Чатыр-Даг(Учунджу-Сохар)

На нижнем плато Чатыр-Дага расположены две турбазы: первая — у Мраморной пещеры, а вторая — бывшая воинская часть, ныне носит неофициальное название «Точка» (фирма «Оникс-тур») в северо-восточной части.
По сводкам Контрольно-Спасательной Службы Крыма, нижнее плато Чатырдага ежегодно посещают не менее 40 тысяч человек.
В 1922 году у восточных склонов Чатыр-Дага был убит последний крымский волк. Впрочем, в 2000-х годах волки снова проникли в степной Крым из материковой Украины.

## В искусстве

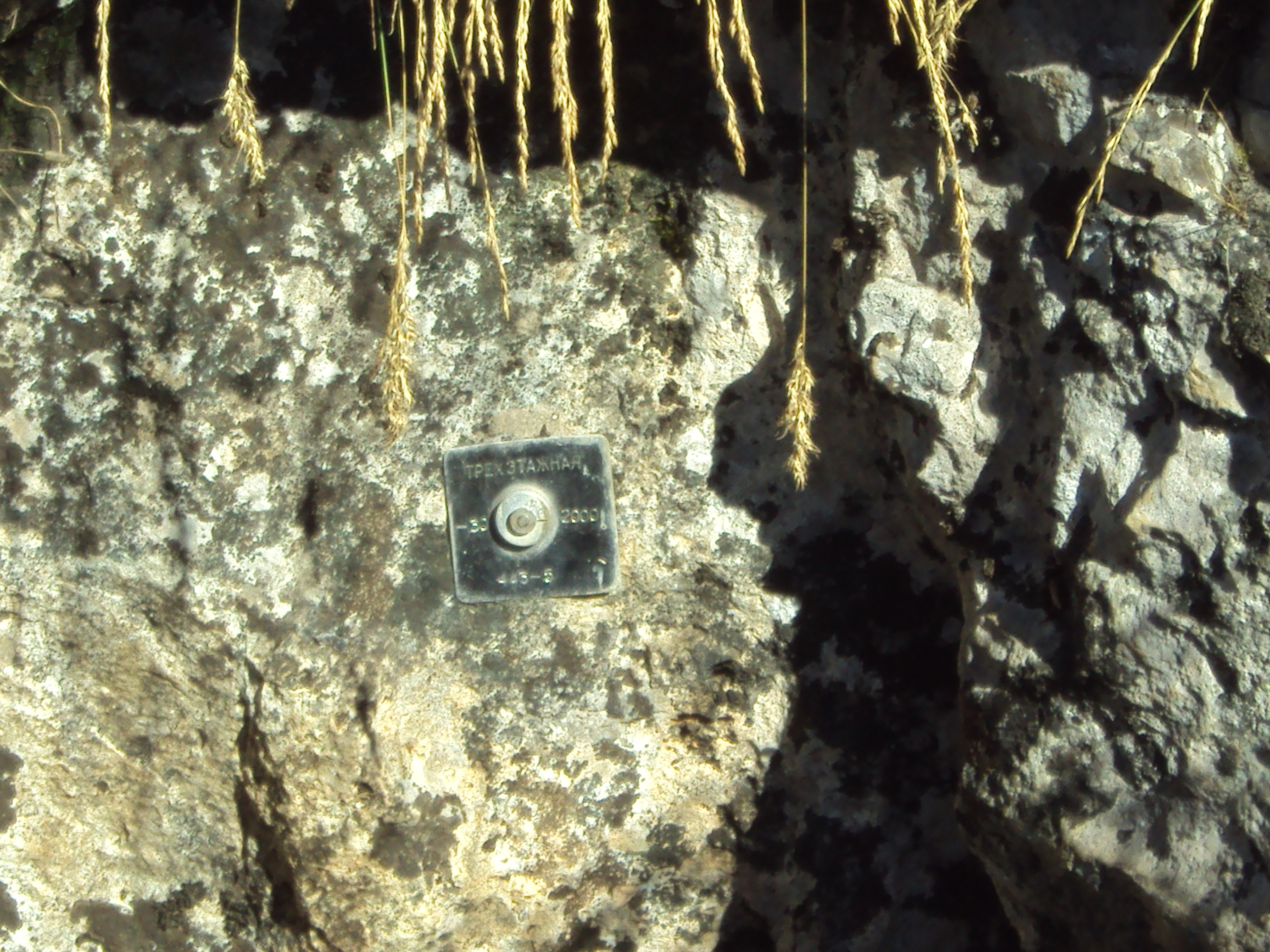
Вход в пещеру Трехэтажная на Чатыр-Даге

В начале 19 века П. И. Сумароков, автор «Досугов крымского судьи» писал «Быть в Крыму и не сделать посещения Чатыр-Дагу - есть дело предосудительного равнодушия».
Польский поэт Адам Мицкевич так писал о Чатыр-Даге:
Склоняюсь с трепетом к стопам твоей твердыни,
Великий Чатырдаг, могучий хан Яйлы.
О мачта крымских гор! О минарет аллы!
До туч вознесся ты в лазурные пустыни
И там стоишь один, у врат надзвездных стран,
Как грозный Гавриил у врат святого рая.
Зеленый лес — твой плащ, а тучи — твой тюрбан,
И молнии на нем узоры ткут, блистая.
Печет ли солнце нас, плывет ли мгла, как дым,
Летит ли саранча, иль жжет гяур селенья, —
Ты, Чатырдаг, всегда и нем и недвижим.
Бесстрастный драгоман всемирного творенья,
Поправ весь дольный мир подножием своим,
Ты внемлешь лишь творца предвечные веленья!

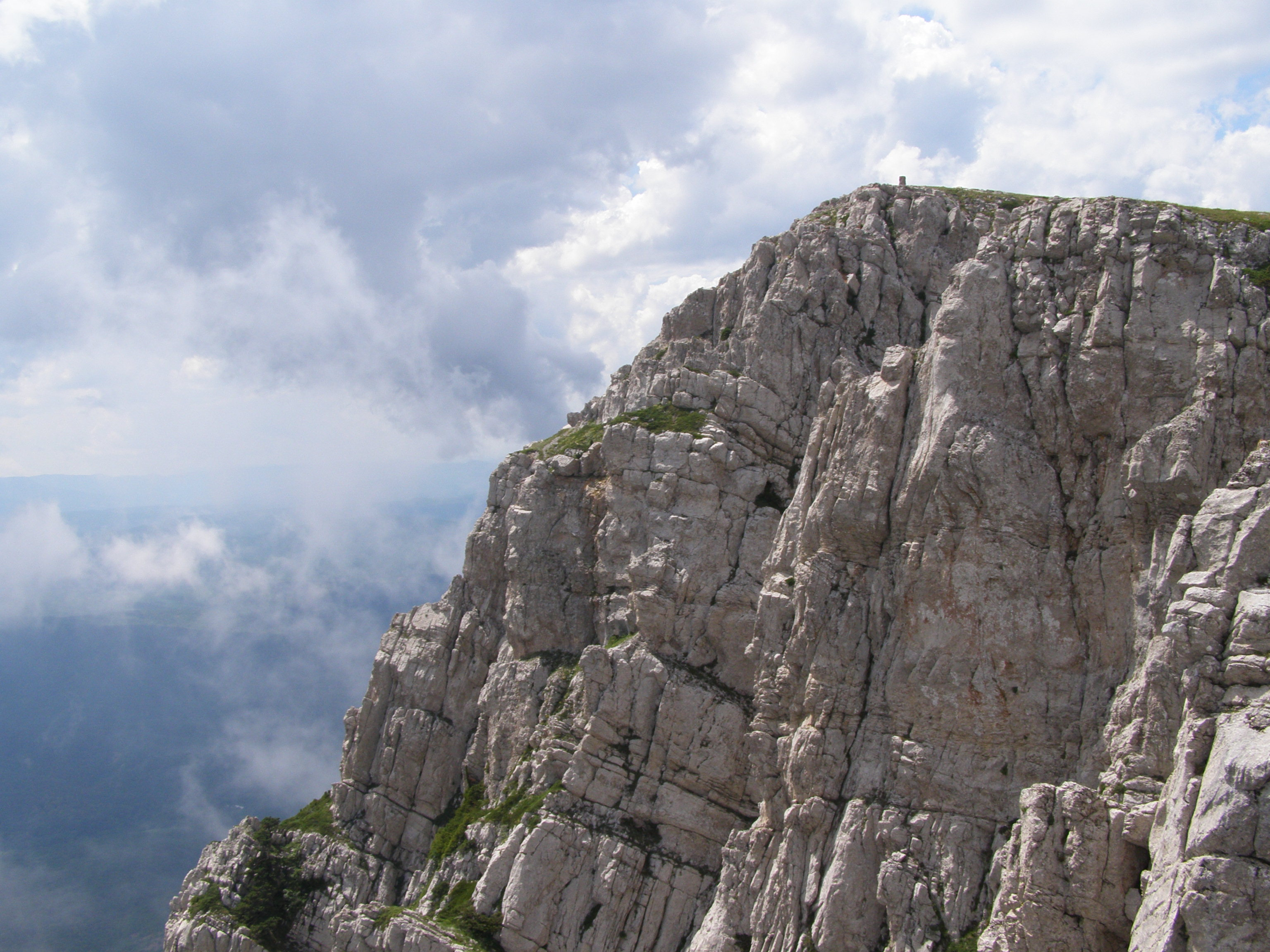
Эклизи-Бурун — самая высокая (1527 м) вершина плато Чатыр-Даг

## Этимология
Современное название имеет крымскотатарское происхождение: с крымскотатарского Çatır Dağ переводится как «Шатёр-гора» (çatır — шатёр, палатка, dağ — гора). Известно также более раннее греческое название «Трапезунт» (от др.-греч. Τραπεζοῦς ὄρος — «Стольная/столовая гора»).

## Чатыр-Даг в литературе и искусстве
- Иван Шмелёв. «Солнце мёртвых» (1923).
- Адам Мицкевич
  - «Чатыр-Даг» в переводе Николая Васильевича Берга, известен также перевод Нобелевского лауреата И. А. Бунина.
- Николай Зеров. «Чатир-Даг» (1926)[6]